# Casa Isabel
Casa Isabel és una masia del poble de Gurp, a l'antic terme de Gurp de la Conca, pertanyent actualment al municipi de Tremp. És al sector oriental del terme municipal, limítrof amb Talarn, i a prop, al sud-oest, de l'Acadèmia General Bàsica de Suboficials. A la dreta de la llau del Caragol, és al nord-oest del Tossal de la Farga.